# Trochosa wuchangensis
Trochosa wuchangensis là một loài nhện trong họ Lycosidae.
Loài này thuộc chi Trochosa. Trochosa wuchangensis được Ehrenfried Schenkel-Haas miêu tả năm 1963.